# بيدرو رييس
بيدرو أنتونيو رييس غونزاليز (إسبانية: Pedro Reyes؛ مواليد 13 نوفمبر 1972 في أنتوفاغاستا، تشيلي) هو لاعب كرة قدم تشيلي دولي سابق كان يلعب كمدافع. بدأ مسيرته الرياضية عام 1991 واعتزل اللعب عام 2008. سبق له أن لعب في كأس العالم لكرة القدم مع منتخب بلاده. فاز بميدالية أوليمبية في مسابقة كرة القدم. لعب خلال مسيرته 383 مباراة سجل خلالها 15 هدفاً.

## مسيرته الكروية
لعب بيدرو رييس خلال مسيرته الاحترافية مع 7 أندية في تسعة عشر موسمًا وسجل خلالها 15 هدفًا ضمن 383 مباراة. حيث فاز في موسمين بالكأس وفي أربعة مواسم بالدوري.
خاض بيدرو رييس مسيرته مع ديبورتيس أنتوفاغاستا في عامي 1991-1993 في المرة الأولى ولمدة موسمين ثم ما بين عامي 2007 و2008 لمدة موسم واحد، مشاركًا طوالها في 56 مباراة سجل خلالها 5 أهداف. ثم انتقل إلى نادي كولو-كولو في موسم 1993 ليلعب معه ستة مواسم، حيث شارك في 152 مباراة سجل خلالها 4 أهداف. لينتقل بعدها إلى نادي أوكسير في موسم 1998–99 ليلعب معه أربعة مواسم، مشاركًا في 51 مباراة سجل خلالها هدفًا واحدًا. ثم انتقل إلى نادي أونيفرسيداد دي تشيلي ما بين عامي 2002 و2003 لمدة موسم واحد، مشاركًا في 33 مباراة ولم يسجل أي هدف. هذا وانتقل لاحقًا إلى نادي يونيون إسبانيولا في عامي 2003-2005 في المرة الأولى ولمدة موسمين ثم ما بين عامي 2006 و2007 لمدة موسم واحد، مشاركًا طوالها في 56 مباراة سجل خلالها 4 أهداف. ثم انتقل بعدها إلى نادي أوداكس إيتاليانو ما بين عامي 2005 و2006 لمدة موسم واحد، مشاركًا في 17 مباراة ولم يسجل أي هدف.

## روابط خارجية
- بيدرو رييس على موقع الاتحاد الدولي (مؤرشف)  (الإنجليزية)
- بيدرو رييس على موقع قاعدة بيانات كرة القدم.إي يو (الإنجليزية)
- بيدرو رييس على موقع ناشيونال فوتبول تيمز (الإنجليزية)
- بيدرو رييس على موقع Soccerway.com (الإنجليزية)
- بيدرو رييس على موقع أوليمبيديا (الإنجليزية)